# Боро Митрикески
Боро Митрикески (на македонска литературна норма: Боро Митриќески) е виден скулптор от Република Македония, академик.

## Биография
Роден е на 10 май 1927 година в град Прилеп, тогава в Кралството на сърби хървати и словенци. Завършва художествена гимназия в Скопие в 1949 госина. Учи скулптура при Димо Тодоровски. Продължава образованието си в Академията за изящни изкуства в Загреб, където учи при Гърга Антунац и Андрия Кръстулович. Дипромира се в 1954 година в класа на Ваня Радаус и се установява в Скопие, където работи като учител по изкуства, а след това и като художник на свободна практика. От 1979 до 1984 година е директор на Художествената галерия „Даут паша хамам“ в Скопие, където се пенсионира.
Умира на 24 ноември 2018 година.

## Творчество
Боро Митрикески заема видно място в средното поколение македонски художници и скулптори, поколение, което внася радикални промени в пластичното идкуство на страната, доближавайки го до най-важните течения на съвременната европейска и американска скулптура.
Автор е на над 350 творби като фигури, актове, композиции, торсове, ортрети и малки галерийни скулптури от дърво, мрамор и бронз. От големите скулптури се отличават се „Железара“, метална скулптура в Скопие (1967), паметникът на Карпош от мрамор в Кратово (1970), паметникът на Националноосвободителната война в Царево село, Фонтанът „Дойрана“ в Дойран (1981), паметникът на Св. св. Кирил и Методий от бронз в Скопския университет.
В портретите си „Моята майка“, „Блаже Конески“, „Лазар Личеноски“, „Петър Мазев“, „Марко Цепенков“ и други Митрикески успешно улавя характера и психологическата изява на личността, като п„одходът към третирането на пластиката във фигурата е стилизиран и опростен, с подчертан лиризъм и мекота“.
Митрикески прави редица самостоятелни изложби, основно в Република Македония и бившите югославски републики и участва в много групови изложби в Александрия, Белград, Виена и други. Член е на групата „Мугри“.
- Паметникът на Карпош в Кратово (1970)
- Жена борец в Скопие (1972)
- Фонтанът „Дойрана“ в Дойран (1981)
- Паметникът на загиналите борци в Царево село
- Паметникът на Св. св. Кирил и Методий в Скопския университет (1990)
- Паметник на Свети Георги Кратовски в Кратово (2005)
- Паметник на Кръсте Мисирков в Скопие (2012)

## Награди
Боро Митрикески е носител на множество награди и признания, сред които Републиканската награда „11 октомври“ и наградата „Нерешки майстори“ на Дружеството на художниците на Македония.
За редовен член на Македонската академия на науките и изкуствата е избран на 26 юли 1997 година.